# 中兴 Axon 10 Pro
中兴 Axon 10 Pro (ZTE Axon 10 Pro)，是中国大陆手机厂商中兴通讯推出的一款4G手机，为中兴 Axon 9的继任者。其屏幕采用水滴挖孔全面屏，搭载基于7nm制程的高通骁龙855 SoC芯片。本机于2019年5月6日在全球同步上市。

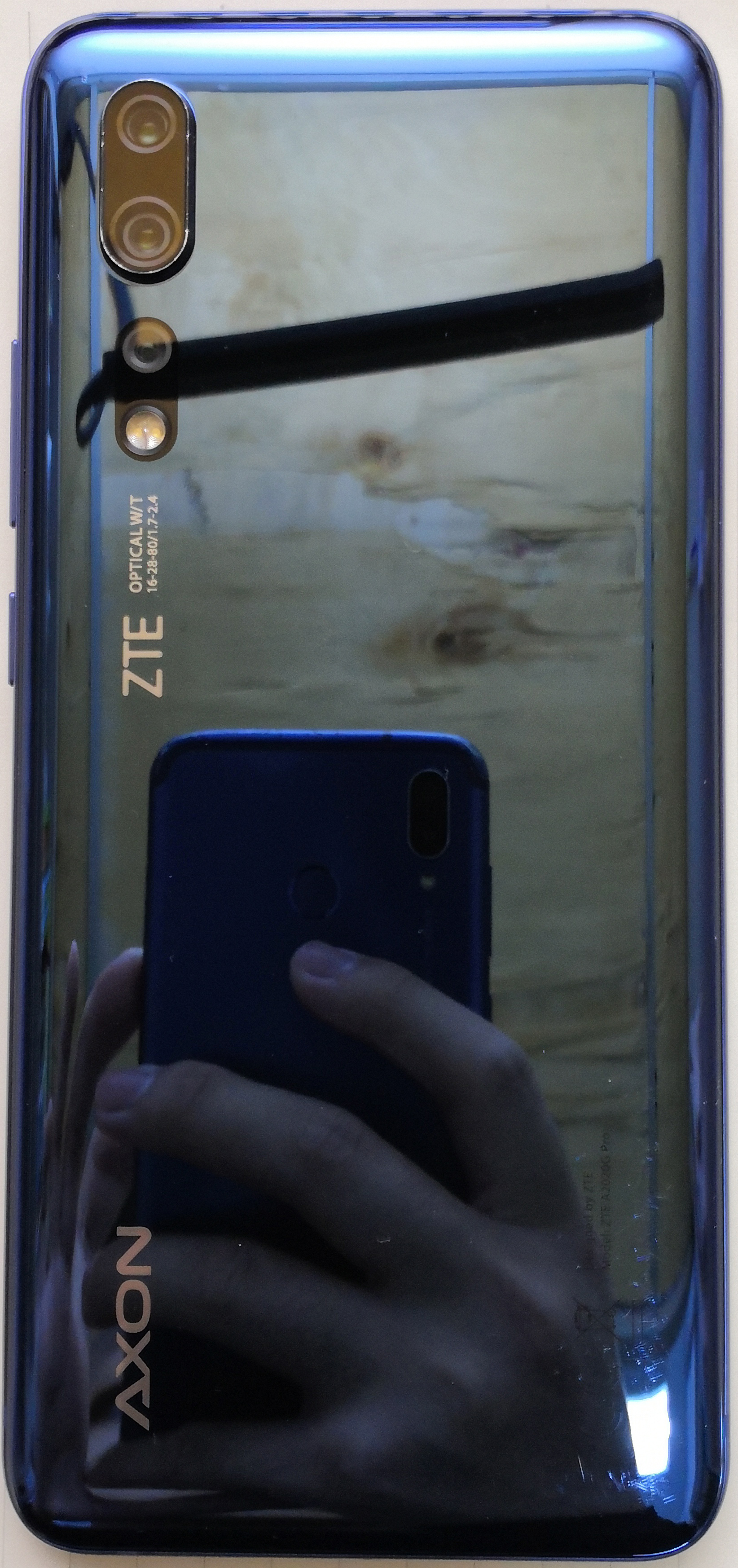
Axon 10 Pro 背面